# Buddy (película)
Buddy (titulada Buddy: Mi gorila favorito en Hispanoamérica y Buddy en España) es una película neozo-estadounidense de 1997 dirigida por Caroline Thompson. Distribuida por Columbia Pictures y Jim Henson Pictures. Protagonizada por Rene Russo, Alan Cumming, Robbie Coltrane, Paul Reubens, y Irma P. Hall. La película se estrenó el 6 de junio de 1997 en Estados Unidos. 

## Sinopsis
Buddy es un pequeño gorila que vive con Trudy (Rene Russo), la persona que lo salvó de las garras de la muerte. Trudy lo ha educado como si fuera su hijo, pero el gorila no se adapta al mundo de los humanos, y ella y su esposo Bill (Robbie Coltrane) tendrán que tomar una decisión, que Buddy se quede con ellos o que se quede en el zoológico.

## Argumento
Ambientada en la década de 1930, la excéntrica millonaria Trudy es una amante de los animales que no se disculpa por ello.
Trudy lleva a sus dos chimpancés recién llegados, Joe y Maggie, al cine, provocando muchas miradas. Al regresar a su gran propiedad, saluda a sus variados animales: gatitos, caballos, un descarado loro verde que habla, su paquete campeón ganador de briards, un mapache, un puercoespín. , una tortuga y una bandada de gansos.
El Dr. Bill Lintz, el amable marido de Trudy, la llama por teléfono. Después de la llamada, le explica a Dick, su cuidador de animales, que él se encarga exclusivamente de los animales hasta la noche y ella se marcha a Filadelfia.
Allí, Trudy encuentra un bebé gorila enfermizo y se lo lleva a casa, sumándose así a su familia. Bill determina que Buddy, como ella lo llama, tiene neumonía grave. La vida se reanuda en la casa de los Lintz, mientras Trudy le insiste para que tome una botella. Los chimpancés provocan un pícaro alboroto en la cocina, que ella remata utilizando una especie de sonajero que los asusta.
Al no tener suerte para encontrar información sobre los gorilas, Trudy viaja para ver al profesor Spatz, quien afirma conocerlos gracias a un viaje al Congo, pero no puede brindarle ninguna información verdadera. Ella regresa a casa, decidida a criar a Buddy de manera similar a los chimpancés, como a su propio hijo.
A Buddy le resulta muy difícil afrontar la vida en la ciudad. Trudy descubre que a él, a diferencia de los chimpancés, no le gustan los baños. A él tampoco le gusta compartir a Trudy. A medida que crece, se vuelve más fuerte, lo que lo hace difícil de controlar. Los chimpancés a menudo hacen travesuras gracias a la habilidad de Maggie para conseguir la llave y abrir sus jaulas.
Una pareja viene a visitar la mansión y el hombre convence a Trudy para que traiga a los simios para exhibirlos en la Feria Mundial de Chicago. Bill intenta que deje a Buddy en casa, previendo problemas. Los chimpancés, ahora son unos cuantos más, son un gran éxito. Sin embargo, la traviesa Maggie abre la jaula de Buddy. Tiene una experiencia particularmente mala, ya que se desorienta. Los ruidos, la multitud de personas y las cosas desconocidas lo inquietan. La feria se vacía de miedo a él.
Buddy tiene constantes recuerdos del incidente, lo que lo deja traumatizado y le dificulta aún más las cosas en casa. Después de que comete un alboroto agresivo, causando muchos daños a su hogar, Trudy finalmente lleva a Buddy a un santuario de simios para vivir en paz entre los de su propia especie.

## Reparto
- Rene Russo - Sra. Gertrude Trudy Lintz.

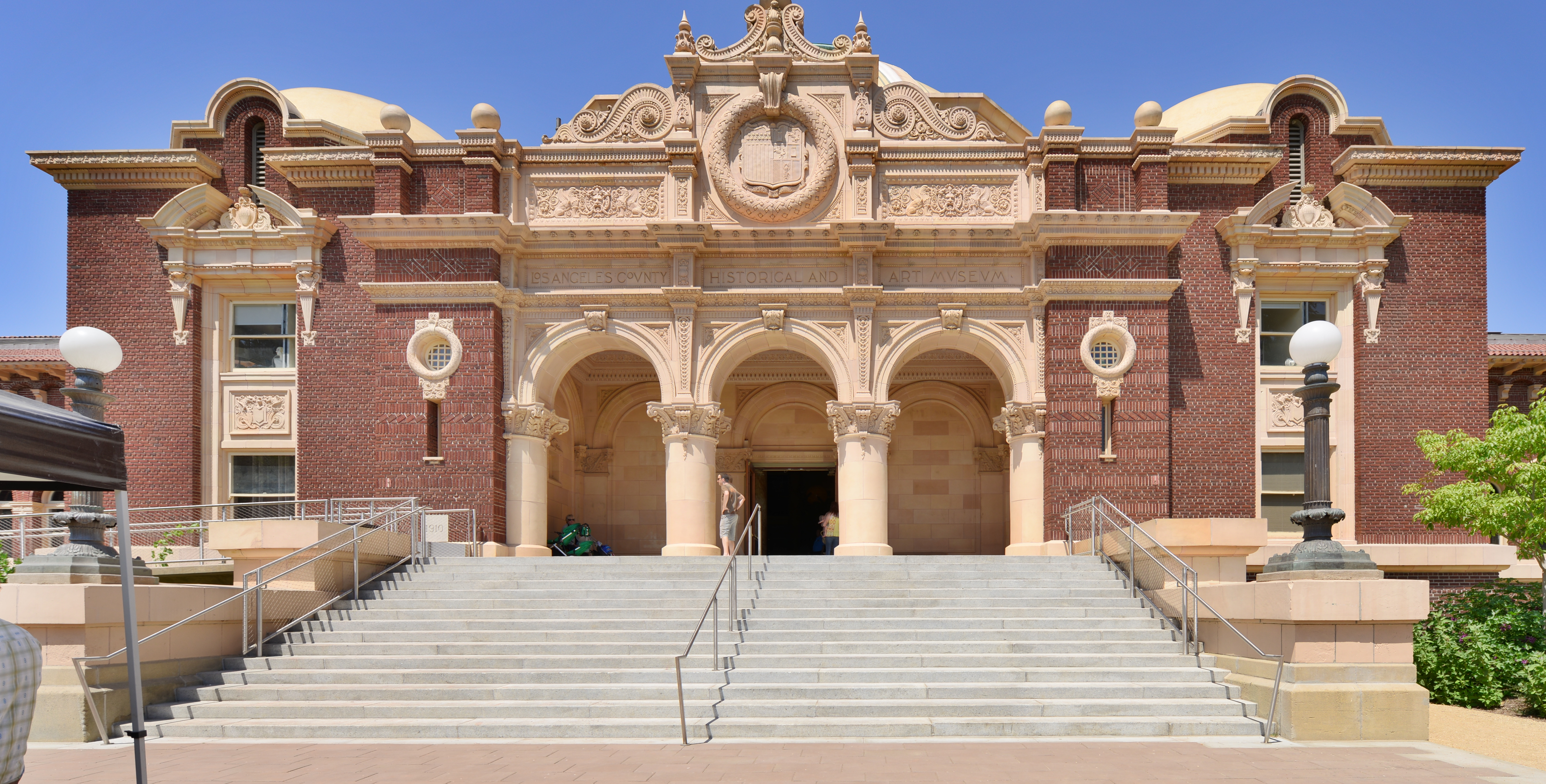
La película también se filmó en el Museo de Historia Natural del Condado de Los Ángeles. en Los Ángeles, California.

- Alan Cumming - Dick Croner

- Robbie Coltrane - Dr. Bill Lintz

- Paul Reubens - Profesor Spatz

- Irma P. Hall - Emma

- Datos: Q4984790